# Asgadao
Isla Asgadao (en inglés: Asgadao Island; también escrito As-Gadao) es una isla del Océano Pacífico que geográficamente pertenece al archipiélago de las Marianas, pero que políticamente hace parte del territorio estadounidense de Guam. Se encuentra al sur de la isla principal en las coordenadas geográficas 13°14′35″N 144°42′13″E / 13.24306, 144.70361.